# 源頼親
源 頼親（みなもと の よりちか）は、平安時代中期の武将。源満仲の次男。大和源氏の祖。河内源氏の祖・源頼信とは同母兄弟にあたる。

## 生涯
兄・頼光と同じく藤原道長一族に近侍し、大和国を初め数ヶ国の国司を歴任した。正暦3年（994年）、叔父・満政や弟・頼信、平維将らと共に「武勇人」として盗賊の追捕にあたった（『本朝世紀』）。また頼親は当初、父・満仲から相続したとも推定される摂津国豊島郡の所領を地盤としており、同国における拠点の確立に努めた。長和3年（1014年）には道長によって摂津守に推挙されるが、国内に住し多大な所領を有しているとの理由から藤原実資らが反対し白紙とされている。
寛仁元年（1017年）3月8日、後一条天皇の行幸で検非違使の警備が手薄になった京中において郎等・秦氏元の子の一党が清少納言の兄・清原致信を殺害する事件が起こるが、後にこれが頼親の指示であったことが判明する。この事件の報を受けた道長は日記『御堂関白記』に頼親を「殺人上手」と記した。なお、頼親はこの殺害の罪を問われて、右馬頭兼淡路守の官職を解かれた。長元元年（1028年）、摂津守任官を再度希望するが退けられる。
当初の地盤であった摂津の国司任官を果たせなかった経緯もあり、頼親はその生涯で三度大和守を務め、同国内における勢力の扶植に邁進する。そのため、既に大和に強勢を誇っていた春日大社や興福寺、東大寺などと所領を巡って争うこととなった。そして、三度目の大和守在任時であった永承4年（1049年）、次男・頼房が興福寺との間でついに合戦を起こし多数の死者を出すに至ると、頼親も興福寺の訴えにより責任を問われ土佐国へ配流とされた。
以後の消息は不明。

## 系譜
- 父：源満仲
- 母：藤原致忠の娘
- 妻：藤原文貞の娘
  - 男子：源頼成（?-?）
- 生母不明の子女
  - 男子：源頼房[3]（?-1076）
  - 男子：源頼遠（1007-1062）
  - 男子：源頼基（?-?） - 従五位下、右京少進
  - 男子：頼怡